# Pokédex

Pokédex

Il Pokédex (ポケモン図鑑?, Pokemon Zukan, enciclopedia illustrata dei Pokémon) o PokéDex è uno strumento elettronico immaginario che appare nel franchise di Pokémon, dove vengono raggruppate le varie specie di Pokémon; simile ad un palmare, ricorda anche la serie di console portatile Nintendo chiamata Game & Watch.

## Caratterizzazione
Il Pokédex, ha la funzione di un assistente digitale personale, progettato per catalogare e fornire informazioni sulle varie specie di Pokémon. Viene inventato dal Professor Oak, un esperto nello studio dei Pokémon. Tuttavia, le informazioni contenute in esso provengono da altre fonti.
Il dispositivo stesso cambia aspetto per ogni generazione di Pokémon, spesso offrendo nuove caratteristiche compatibili con le precedenti versioni. Per esempio, le ultime versioni di Pokédex permettono di ordinare l'elenco dei Pokémon con una lista di numeri diversi od in ordine alfabetico. Tuttavia, tutti i Pokédex possono ordinare i Pokémon seguendo il numero Pokédex nazionale oppure il numero regionale.
Nei giochi, ogni qual volta un Pokémon è catturato per la prima volta, i suoi dati sono aggiunti nel Pokédex del giocatore; sia nell'anime che nel manga, il Pokédex è una piccola enciclopedia elettronica, che, rivolta verso un determinato Pokémon, ne spiega le caratteristiche. Il nome è un portmanteau tra la parola Pokémon, che è a sua volta un portmanteau di pocket e monster, e index, "indice" in inglese ed è simile al termine "Rolodex".
Il Pokédex viene usato come una lista di Pokémon, che vengono in genere elencati per numero. Esistono diversi modelli che hanno una diversa lista di numeri abbinati ad altrettanti Pokémon: oltre al Pokédex nazionale, introdotto in Pokémon Rosso e Blu, sono ad esempio presenti lo Johto Pokédex, introdotto in Pokémon Oro e Argento e successivamente modificato in Pokémon Oro HeartGold e Argento SoulSilver, l'Hoenn Pokédex, introdotto in Pokémon Rubino e Zaffiro e aggiornato in Pokémon Rubino Omega e Zaffiro Alpha e due versioni dell'Unima Pokédex, introdotte rispettivamente in Pokémon Nero e Bianco e Pokémon Nero 2 e Bianco 2. Ad Alola sono presenti vari sistemi di numerazione: in Pokémon Sole e Luna oltre al Pokédex della regione convivono gli elenchi compilati nell'Isola Mele Mele, nell'Isola Akala, nell'Isola Ula Ula e nell'Isola Poni.

## Versione nei videogiochi

Esempio di voce del Pokédex

Nei videogiochi, quando inizia il viaggio di un allenatore di Pokémon, questo viene fornito di un Pokédex vuoto che deve essere riempito incontrando e ottenendo (con la cattura, lo scambio o l'evoluzione) ogni differente specie di Pokémon. Il giocatore ottiene il nome e l'immagine di un Pokémon quando lo vede per la prima volta. Le informazioni più dettagliate si possono consultare nel Pokédex solo dopo aver avuto almeno uno dei Pokémon di quella specie, catturandolo, facendolo evolvere o scambiandolo. Le informazioni dettagliate sono formate da altezza, peso, tipologia e una breve descrizione del Pokémon.
Il Pokédex permette di stabilire inoltre il colore dominante, tra una rosa di dieci, e la forma del Pokémon (quest'ultima può variare in 14 modi differenti).
La ricompensa per i giocatori che completano il Pokédex è costituita da un diploma che si trova nel gioco. Inoltre, terminato il Pokédex di Hoenn in Pokémon Smeraldo, ottenendo i 200 Pokémon della regione Hoenn, il giocatore può scegliere come premio un Totodile, un Cyndaquil, o un Chikorita che viene dato dal Professor Birch.
Nelle versioni Oro, Argento e Cristallo è inoltre presente un Pokédex particolare, estensione del normale Pokédex, chiamato Unown Dex che serve a mostrare gli Unown catturati. Nei remake HeartGold e SoulSilver viene sostituito dall'UnownBloc (Unown Report).
In Pokémon Nero e Bianco è possibile visualizzare le varie forme del Pokémon, comprese le differenze di genere ed eventuali Pokémon cromatici. Nei videogiochi Pokémon Nero 2 e Bianco 2 viene introdotta la Lista Zone che permette di visualizzare tutti i Pokémon disponibili in una determinata area del gioco.
In Pokémon X e Y i Pokémon della regione di Kalos sono divisi in tre diversi Pokédex.
Nei titoli di settima generazione Pokémon Sole e Luna è introdotto il Pokédex Rotom, versione migliorata che incorpora al suo interno l'omonimo Pokémon. Oltre ad analizzare le creature di Alola, il Pokédex Rotom possiede anche altre funzioni che aiutano il giocatore a proseguire nell'avventura.

## Versione nell'anime

Pokédex della regione di Sinnoh

Nell'anime, al contrario dei videogiochi, il Pokédex non è completamente vuoto al momento della consegna all'allenatore e non si riempie se viene visto o catturato un Pokémon. Infatti il Pokédex è un piccolo strumento portatile, fornito di un database abbastanza completo sulle specie di Pokémon, anche se l'allenatore non ha ancora visto un esemplare. Inoltre fornisce informazioni sugli strumenti. È dotato di un sistema d'identificazione, per permettere agli allenatori di far parte delle competizioni. Al contrario di come appare nei videogiochi della prima generazione, nel cartone animato il Pokédex è dotato di uno schermo a colori.
Un'altra particolarità dei vari Pokédex nella serie animata è che essi sono dotati di un sintetizzatore vocale o di un apparecchio che riproduce un messaggio preregistrato. Al contrario del videogioco possiedono un nome. Nelle regioni di Kanto e Johto viene chiamato Dexter ed ha una voce maschile. Ad Hoenn questa voce viene sostituita da una voce femminile di nome Dextette. Nella regione di Sinnoh il Pokédex è di vari colori (quello di Ash è di colore rosso, Lucinda ne possiede uno rosa, Paul blu) ed anch'esso parla con una voce femminile.

## Merchandising

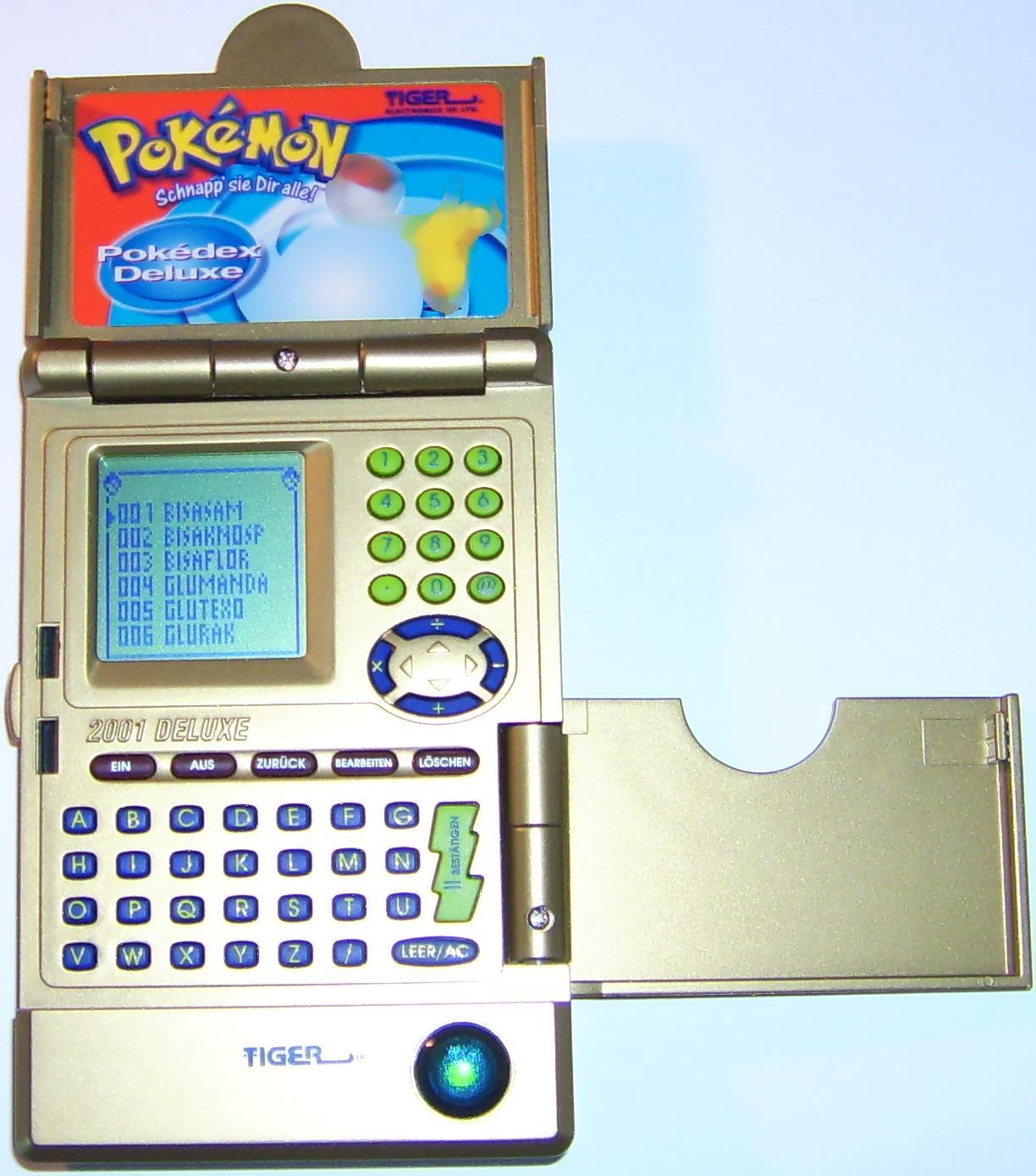
Pokédex Deluxe in tedesco

La Tiger Electronics creò due versioni di Pokédex dotate di schermo a cristalli liquidi. La prima versione conteneva solamente i dati dei Pokémon della prima generazione, mentre la seconda, denominata "Pokédex Deluxe", oltre ad ospitare le informazioni dei Pokémon di Johto, poteva essere utilizzato come agenda elettronica.
Nel 2012 è stata pubblicata una versione del Pokédex per iOS. L'applicazione è stata rimossa dall'App Store nel novembre 2015.